# Jan Černý-Nigranus
Jan Černý-Nigranus (1500 nebo 1510?, Kunvald – 5. února 1565, Mladá Boleslav) byl kněz a biskup Jednoty bratrské, správce mladoboleslavské bratrské diecéze, literát a historik.
Stejné jméno nesl v Jednotě bratrské lékař Jan Černý (ca 1456–1530), který je pro odlišení obou osob označován jako Niger.

## Život

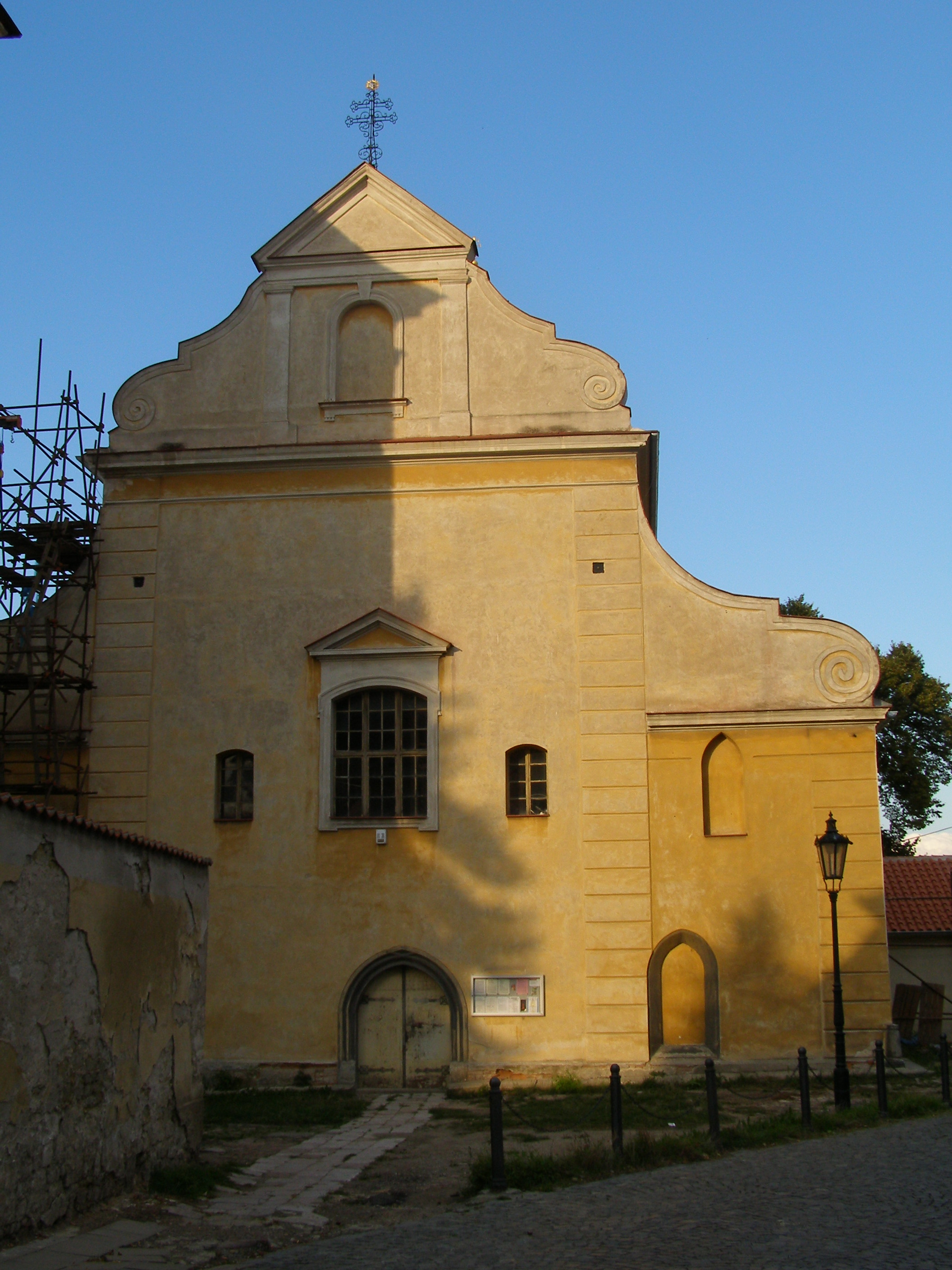
Bývalý bratrský sbor v Brandýse nad Labem, místo působení Jana Černého mezi lety 1537–1547

Pocházel z bratrského prostředí, první určitější informace o jeho životní dráze se vztahují až k době, kdy se ujal duchovního úřadu. V roce 1537 byl na synodu v Prostějově ordinován na kněze a působil jako správce sboru v Brandýse nad Labem, který se v této době dočkal velkého rozkvětu. Brandýské panství náleželo Kunrátovi Krajířovi z Krajku a na Mladé Boleslavi, který zdejší bratrské aktivity vydatně podporoval a mezi lety 1541–1542 nechal ve městě bratřím postavit podle projektu Matteo Borgorelliho nový chrám, nyní římskokatolický kostel Obrácení sv. Pavla. Z Brandýsa nad Labem vykonával Jan Černý velkorysou kazatelskou činnost, pečoval o přívržence Jednoty bratrské v Praze a na dalších místech ve středních Čechách. V 1543 byl na synodu v Mladé Boleslavi zvolen do úzké rady, avšak po nezdařeném pokusu o sblížení Jednoty se stranou podobojí v témže roce, v němž se Jan Černý silně angažoval a po vypovězení Václava Mitmánka, vlivného člena dolní konzistoře, z Čech, se musel také on skrývat před hrozícím zatčením. Slibné výsledky aktivit brandýského duchovního správce byly však z velké části zmařeny až následkem dalšího vývoje na domácí politicko-náboženské scéně.
Po porážce prvního stavovského povstání se Jan Černý jako jeden z předních bratrských duchovních dostal do ohrožení života a musel se skrývat. Sbor v Brandýse nad Labem byl po konfiskaci panství rozprášen, bratrský majetek zabaven a část stoupenců Jednoty odtud odešla pod vedením Jana Černého do polského a východopruského exilu. Černý byl v této době pověřen správou sboru v Mladé Boleslavi, střídavě pobýval v Čechách a Prusku, v Boleslavi se trvale usadil až v roce 1552. O rok později byl na synodu v Prostějově zvolen biskupem-sudím, dalším zde zvoleným biskupem byl Matěj Červenka. Volba proběhla po smrti Macha Sionského a přes nesouhlas uvězněného biskupa Jana Augusty. V roce 1554 byla Černému svěřena správa mladoboleslavské bratrské diecéze. Do dalšího ohrožení se dostal opět v roce 1555, kdy se vyostřil vztah mezi králem Ferdinandem I. a mladoboleslavskou vrchností, syny Arnošta Krajíře z Krajku a Černý byl opět donucen se v okolí Boleslavi skrývat. V tomtéž roce vykonal vizitační cestu do Polska a Prus a aktivně se účastnil jednání o unii protestantů v Kožmínku. V srpnu 1556 mu bylo společně s Matějem Červenkou svěřeno vysílání bratrských mládenců na zahraniční studia. V roce 1558 byl na synodu v Mladé Boleslavi potvrzen v úřadu biskupa-sudího a stal se též rektorem místní bratrské školy.
Podle zprávy bratrského Nekrologia, kterou zaznamenal zřejmě jeho současník Jan Blahoslav, byl Jan Černý muž pobožný, příkladný, výmluvný, pracovitý, pilný, bedlivý, horlivý, a summou věčné památky hodný. Můžeme jej označit za prvního velkého historiografa Jednoty bratrské, neboť inicioval vznik významných pramenných sbírek k jejím dějinám, které jsou důležité i pro poznání celého náboženského vývoje Čech v době 16. století.

## Dílo
- Kázání při pohřbu Kunráta Krajíře z Krajku v Mladé Boleslavi (1542, rkp.). Dílo, které je typickou ukázkou bratrského pohřebního kazatelství, se dochovalo v zápisech sbírky bratrských pramenů Historia Fratrum.
- Redakce sbírky Poznamenání a spolu shromáždění některých věcí paměti hodných (název podle jiného rukopisu: Poznamenání některých skutků Božích obzvláštních; 1543–1546, rkp.). Soubor pramenů ze 30. a 40. let 16. století zahrnuje zejména korespondenci, ale i další texty, které mají vztah k mladoboleslavskému bratrskému centru a zachycují vzájemné vztahy mezi Jednotou bratrskou, luterány a utrakvisty.
- Redakce sbírky Acta Unitatis Fratrum (Akta Jednoty bratrské, od r. 1551, rkp.). Jan Černý stál spolu s Janem Blahoslavem u vzniku tohoto souboru pramenů k dějinám Jednoty bratrské, který dnes čítá 14 svazků.
- Spolu s Janem Blahoslavem a Adamem Šturmem byl Černý v roce 1555 pověřen redakcí nového bratrského kancionálu, který vyšel v roce 1561 pod názvem Šamotulský kancionál.
- Redakce díla Registra řečí Božích (nedatovaný tisk), liturgické pomůcky určené pro bratrské bohoslužby na neděle a svátky církevního roku.
- Jan Černý je autorem korespondence, která dokumentuje jeho vztah ke sboru v Mladé Boleslavi a zachycuje vztahy mezi Jednotou bratrskou a zástupci polské reformace.

### Edice
- FIEDLER, Joseph (ed.). Todtenbuch der Geistlichkeit der Böhmischen Brüder. Fontes rerum Austriacarum. Oesterreichische Geschichts-Quellen. Abt. 1. Scriptores. Bd. 5. Wien 1863, 248–249 (Černého životopis v bratrském Nekrologiu)
- SKALSKÝ, Gustav Adolf (ed.). Zpráva potřebná o bratřích soudcích, pomocnících při zbořích Páně v Jednotě bratrské. List Br. Jana Černého bratřím soudcům zboru Boleslavského v Kristu Pánu milým z r. 1555. Pardubice 1906